# Bisjueces
Bisjueces es una localidad del municipio de Villarcayo de Merindad de Castilla la Vieja, en la provincia de Burgos, perteneciente a la comarca de Las Merindades, y al partido judicial de Villarcayo.

## Geografía
En la vertiente mediterránea de la provincia bañada por el arroyo de Fuente Cubillo, afluente del  Nela  por su margen izquierda. Situado a 5.5 km de Villarcayo, cabeza de partido, y a 69 de Burgos. Situada al pie de la sierra de la Tesla y al este del valle de Valdelugaña.

### Comunicaciones
- Carretera:  cruce de caminos: local BU-V-5601 a Incinillas en la N-232, a 2 km, donde paran las líneas de autobuses Burgos-Bilbao  y Burgos-espinosa de los Monteros; y BU-V-5602 a Villalaín en la autonómica CL-629.

## Situación administrativa
Entidad Local Menor cuyo alcalde pedáneo (2007-2011) es Eloy Miguel López Fernández del Partido Socialista Obrero Español.

## Demografía
A 1 de enero de 2024 la población de Bisjueces ascendía a 38 habitantes, 25 hombres y 13 mujeres.
| Gráfica de evolución demográfica de Bisjueces entre 2000 y 2010                                  |
|                                                                                                  |
| Población de derecho (2000-2010) según los censos de población del INE a 1 de enero de cada año. |

## Parroquia

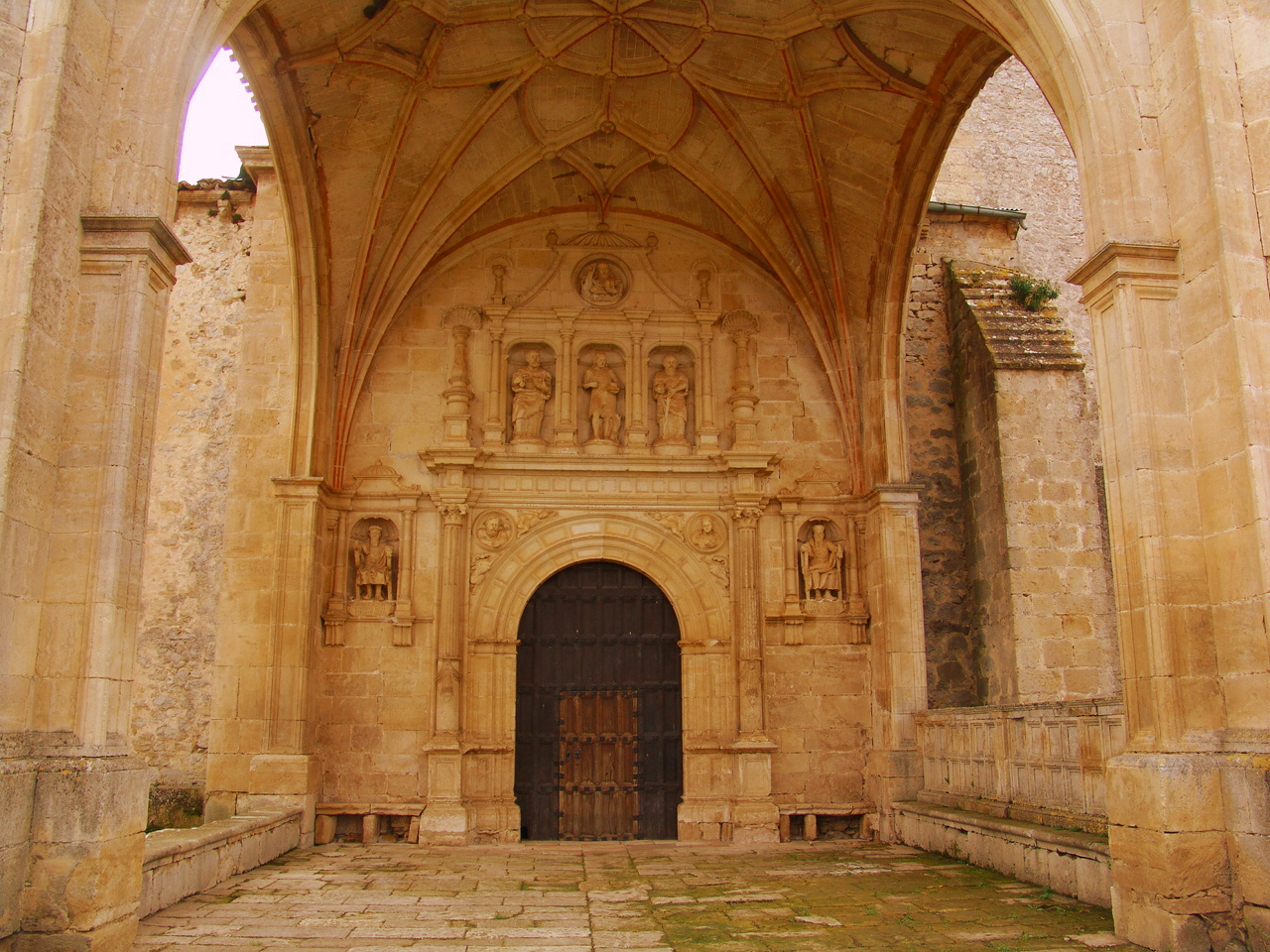
Portada de la iglesia con las estatuas de los Jueces de Castilla.

Iglesia parroquial católica de San Juan Bautista, del siglo XVI, con canecillos reutilizados de la anterior fábrica románica, portada renacentista, atribuida a Juan de Vallejo y Simón de Colonia, del más bello plateresco, con elegante pórtico de bóveda de crucería. 
Los canecillos fueron reutilizados de la anterior fábrica románica. 
Bajo este techo suntuosamente abovedado, entre tallas de apóstoles, hay dos bultos sedentes que representan a los dos primeros jueces de la gloriosa institución castellana, en esta portada-retablo, completada con las de tres condes situadas sobre el entablamiento.
Fue declarada Bien de Interés Cultural en la categoría de Monumento el 6 de junio de 1991.
Dependiente de la parroquia de Salazar en el Arcipestrazgo de Merindades de Castilla la Vieja, diócesis de Burgos. Comprende las localidades de Barruelo de Medina y La Rad de Villarcayo.

## Historia
La tardía tradición sitúa el estrado de los dos famosos y primeros jueces castellanos, Laín Calvo y Nuño Rasura, concretamente en Fuente Zapata existió el tribunal de tan altos magistrados.
Lugar  en el Partido de Horna uno de los tres en que se dividía la Merindad de Castilla la Vieja,   adscrita al  Corregimiento de las Merindades de Castilla la Vieja, jurisdicción de realengo con regidor pedáneo.
A la caída del Antiguo Régimen queda agregado al ayuntamiento constitucional   de Merindad de Castilla la Vieja, en el partido de Villarcayo perteneciente a la región de  Castilla la Vieja.

## Descripción de Sebastián Miñano (1826)
Famoso en la historia de nuestros Jueces de Castilla y a una legua está la antigua iglesia de San Andrés de Cigüenza donde se lee este epitafio : "Hic jacet Nunius, Rasura, judex Castellanorum".
Bisjueces es el antiguo Fuentezapata y entonces era el centro de Castilla, y he aquí la razón porque se llama esta Merindad de Castilla la Vieja, y como aquí tuvo su origen el nombre que hoy se da a esta gran provincia.